# 宮本りお
宮本 りお（みやもと りお・1998年〈平成10年〉8月3日 - ）は、日本のタレント、レースクイーン、グラビアモデルである。千葉県出身（長崎県育ち）。イー・スマイル所属。愛称は「りおまる」。

## 略歴
中学時代に雑誌「popteen」のモデルをしていたが、高校卒業後、イー・スマイルに入所し本格的な活動を始めた。
2018年、『D'stationフレッシュエンジェルズ』の一員として、SUPER GTのレースクイーンやスーパー耐久の公式イメージガールを務める。同年5月、同じ事務所の森園れん、一瀬優美と共にガールズユニット『smiley』（スマイリー）を結成。6月には『日本レースクイーン大賞2018』新人部門特別賞に選ばれた。
2019年1月26日 - 27日に開催された『沖縄カスタムカーショー2019』では、フレエンで共働した林紗久羅と共に公式イメージガールとして出演。同年2月18日、林と共に引き続きフレッシュエンジェルズの一員として活動することを発表。同年9月23日、サンケイスポーツ主催の『サンスポ レースクイーンAWARD 2019』で準グランプリに選ばれる。
2020年1月10日 - 12日に幕張メッセで行われた『東京オートサロン2020』ではスペシャルナビゲーターを担当。また同サロン内で発表された『日本レースクイーン大賞2019』では週刊プレイボーイ賞を受賞。フレエンで共働した太田麻美（2018年度・第9回受賞）に続く週刊誌タイトル獲得となった。受賞時にはプレイボーイ賞のみを狙っていたことを告白。インタビューではグラビア活動への意欲を語った。
2020年は2年間務めたフレエンを卒業してレースクイーンの仕事から一旦離れ、三洋物産のイメージガールユニット『ミスマリンちゃん』の9代目メンバーとして、テレビ番組『7つの海を楽しもう!世界さまぁ〜リゾート』にレギュラー出演する。
2021年2月9日、SUPER GT500クラス『Weds Sport Racing Gals』（RACING PROJECT BANDOH）に選ばれたことを発表。同じ事務所の安田七奈や、フレエンの同僚だった霧島聖子と共働し、2022年も同一メンバーで継続することになった。また2021年のスーパー耐久では、フレエンの先輩である堀尾実咲や、プラチナムプロダクション所属の黒木麗奈と共に『にゃんこ大戦争ガールズ』としてST-Zクラス・COMET RACINGのレースクイーンを務めていた。2022年8月、GMOアダムが主催する日本グラビアクイーンコンテストにエントリー。

## 人物
- 小2の時からダンスを習い、高校時代から通っていたダンススクールの講師をしている[雑誌 1][2][動画 2]。
- 趣味はアニメ観賞、寝ること。
- 兄が1人いる[2]。
- 事務所の先輩でD'stationフレッシュエンジェルズでも共働した小越しほみを憧れとしており[2]、2019年のD1グランプリでは、小越と共に『VALINO GIRLS』を務めていた[RQ 3]。

## 出演

### テレビ番組
- マツコ会議（日本テレビ・2018年10月13日放送）[注 2]
- 7つの海を楽しもう!世界さまぁ〜リゾート（TBS、2020年4月 - 2023年3月26日）

### イベント
- 東京ゲームショウ2017「D3パブリッシャー」ブースコンパニオン[18]
- 東京モーターショー2017「トヨタ車体」ブースコンパニオン[19]
- 東京オートサロン2018「三菱自動車」ブースモデル [注 3]
- 父ノ背中メディア発表会 アシスタントMC（2018年2月25日、e-sports SQUARE AKIHABARA）[20][動画 4]
- 2018-19FIA世界耐久選手権「富士6時間レース」WECグリッドセレモニーガール（2018年10月14日、富士スピードウェイ）[RQ 4]
- SPEED×SOUND Trophy（2018年12月2日、筑波サーキット）生田ちむと共にSST Girlsとして出演[22]
- 西口プロレスラウンドガール（2018年 - ）[22]
- 沖縄カスタムカーショー2019（2019年1月26日 - 27日、美らSUNビーチとよさき）[6]
- 東京ゲームショウ2019「株式会社シリアルゲームズ」ブースコンパニオン[23]

## 書籍

### デジタル写真集
- START DASH（2020年6月5日、週刊プレイボーイ）